# Spherical Unit Provided
Spherical Unit Provided, aussi appelé SuP, est un groupe français de death metal, death-doom et metal industriel, originaire de Wallers, dans le Nord-Pas-de-Calais.

## Biographie
Le groupe est formé en 1990 par les frères Ludovic et Fabrice Loez sous le nom de Supuration, à Wallers, dans le Nord-Pas-de-Calais. Ils publient leur premier album, The Cube, en 1992, puis signent au label PIAS France avant de changer de nom en 1995 pour Spherical Unit Provided,. En juillet 1995, le groupe enregistre son deuxième album, Anomaly, et joue en février 1996 avec Coroner.  En avril 1996, le groupe sort l'EP Transfer qui regroupe différents morceaux d’Anomaly en versions acoustiques, electro et en démos. 
À la fin de 1996, le groupe arrive en fin de contrat avec PIAS, et signe avec le label Holy Records en janvier 1997. Le groupe y publie l'album Room Seven la même année, qui est suivi par Chronophobia en 1999, et de l'album live To Live Alone en 2001. Le groupe joue en Europe avec Anathema entre décembre 1999 et janvier 2000, puis en France avec Gloomy Grim et Division Alpha en avril. En 2002, le groupe sort l'album Angelus, toujours au label Holy Records,. En mai 2002 ils enregistrent la bande originale du court-métrage Insanity, réalisé par Fabrice Lambot, qui est projeté dans plusieurs festivals internationaux, et édité en vidéo en janvier 2003. Entre fin 2002 et juin 2003, ils repartent en tournée.
Entre 2003 et 2006, le groupe sort quinze CD ou DVD composés d'archives ou de lives inédits de SuP ou Supuration sous le nom de Official Bootleg en édition limitée (50 à 70 exemplaires). Le 16e volume sort en janvier 2011. À la fin de 2003, le groupe reprend son nom Supuration, et publie l'album Incubation accompagné d'un DVD. La réédition sort en novembre 2004. Spherical Unit Provided revient en novembre 2005 avec la sortie de l'album Imago. En 2008, le groupe revient avec l'album Hegemony.
En 2015, ils sortent leur nouvel album, Rêveries. Ils apparaissent la même année au Hellfest, de Clisson, en France.

## Membres

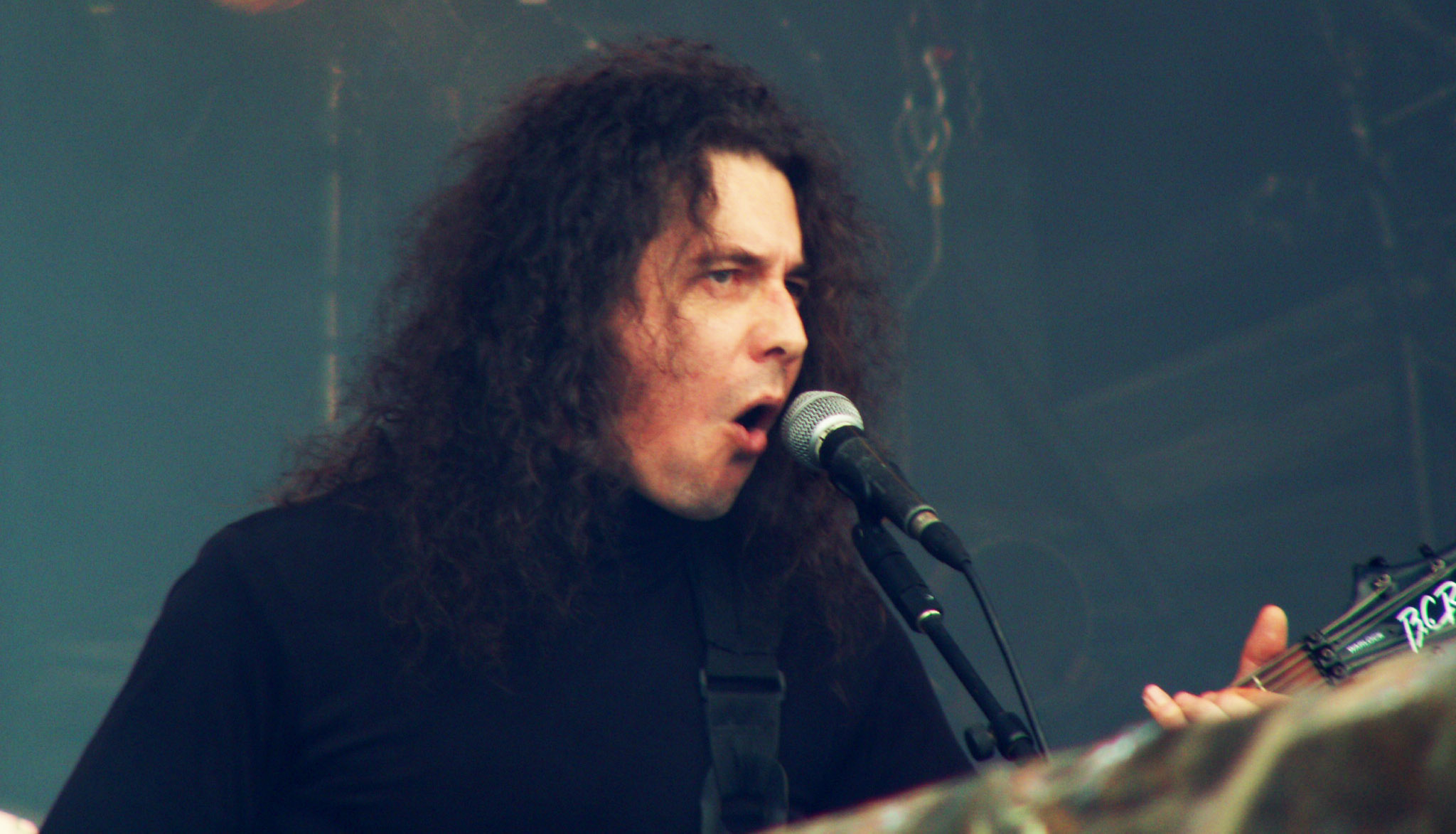
Ludovic Loez avec Spherical Unit Provided, Hellfest 2011

### Membres actuels
- Ludovic Loez - chant, guitare (depuis 1990)
- Fabrice Loez - chœurs, guitare (depuis 1990)
- Thierry Berger - batterie (depuis 1990)
- Frédéric Fievez -  chœurs, basse (depuis 1999)

### Anciens membres
- Mike Bracelet - basse (1990-1991)
- Laurent Bessault - basse (1991-1999)
- Stéphane Buriez - guitare

## Discographie

### Albums studio
- 1993 : The Cube (sous Supuration)[11]
- 1995 : Anomaly (sous SuP)[12]
- 1997 : Room Seven (sous SuP)[13]
- 1998 : The Cube (réédition remastérisée de l'album de Supuration ; sous SuP)
- 1999 : Chronophobia (sous SuP)[14]
- 2000 : Anomaly 2000 (sous SuP)[15]
- 2001 : To Live Alone (sous SuP)[16]
- 2002 : Angelus (sous SuP)[17]
- 2003 : Incubation (sous Supuration)[18]
- 2005 : Imago (sous SuP)[19]
- 2008 : Hegemony (sous SuP)[20]
- 2013 : CU3E (sous Supuration)
- 2015 : Rêveries (sous Supuration)
- 2019 : Dissymmetry (sous SuP)
- 2023 : Octa (sous SuP)

### EP et compilations
- 1994 : Still in the Sphere (sous Supuration)[21]
- 1995 : 9092 (sous Supuration)[22] (compilation d'archives)
- 1996 : Transfer (sous SuP)[23]
- 2004 : 9092  (sous Supuration ; réédition agrémentée d'un DVD)
- 2011 : Supuration/Etsicroxe - Back from the Crematory (réédition de démos 1989/1990)
- 2015 : Rêveries...  (sous Supuration ; réenregistrement de morceaux des débuts)

### Bootlegs
- Official Bootleg 1 : SuP - Chronotour (2000)
- Official Bootleg 2 : SuP - Insanity Original Soundtrack
- Official Bootleg 3 : SuP - Demos Room Seven 1997 / Radio Campus 1994
- Official Bootleg 4 : SuP - Anomaly Tour (96)
- Official Bootleg 5 : SuP - Angelus Live et Démos
- Official Bootleg 6 : SuP - Chronophobia Démos
- Official Bootleg 7 : Supuration - Live Rockline 1992 (vidéo CD)
- Official Bootleg 8 : Supuration - Live Essen 1994 (vidéo CD)
- Official Bootleg 9 : Supuration - Live Etaples/Macon/La Locomotive 1994 (vidéo CD)
- Official Bootleg 10 : SuP - St Paul 3 Châteaux / Barcelone 2000 (vidéo CD)
- Official Bootleg 11 : Supuration - Limoges 18 décembre 2004 (video CD)
- Official Bootleg 12 : SuP - Angelus démos (live)
- Official Bootleg 13 : SuP - Imago démos (2004-2005)
- Official Bootleg 14 : Supuration - Ultimate Supuration Sessions (1992-1993)
- Official Bootleg 15 : SuP - Grenoble 27.05.2006 (DVD)
- Official Bootleg 16 : SuP - Hegemony démos
- Official Bootleg 17 : SuP - Jacques le Fataliste
- Official Bootleg 18 : Supuration - The Cube - Live 2014

### Albums live
- 2001 : SuP - To Live Alone[16]
- 2005 : Supuration - The Holy party[24] (enregistrement du concert organisé par Holy Records le 16 janvier 2005 à la Locomotive (Paris) amputé du rappel composé de titres de SuP)
- 2005 : SuP - Le Sang du châtiment / Insanity (OST)[25]
- 2006 : SuP - Dying God (OST)[26]
- 2007 : SuP - Traces Part One[27]
- 2009 : SuP - Dolorosa (OST)[28]

## Bande son
- 1993 : Jacques le fataliste d'Antoine Douchet